# Astilleros Armon Gijón
Astilleros Armon Gijón S.A. es un astillero español propiedad de Astilleros Armon situado en el barrio de Natahoyo de la ciudad de Gijón. Su actividad es el diseño, construcción, transformación y reparación de buques.

## Historia
En 1911 se funda en Gijón el cuarto astillero de la ciudad con el nombre de Constructora Gijonesa. Anteriormente se habían fundado Cifuentes, Stoldtz y Compañía (1888), Astilleros G. Riera (1902) y Astilleros del Cantábrico (1906). Constructora Gijonesa se ubica en un emplazamiento contiguo al dique de Stoldtz. En 1925 es adquirido por la familia Juliana y cambia de denominación a Juliana Constructora Gijonesa, para ser vendido en 1956 a Astilleros Euskalduna, que a su vez se convirtieron en Astilleros Españoles en 1969 y en IZAR en 2000. La factoría de Juliana se denominó entonces IZAR Gijón, pero recuperó el nombre de Factorías Juliana cuando es adquirida en 2006 por Factorías Vulcano S.A. Finalmente, en 2010, Astilleros Armón compra las instalaciones de Factorías Juliana a Vulcano y funda Astilleros Armon Gijón S.A. en 2011.

## Instalaciones
Astilleros Armon Gijón cuenta con un total de 148.000 m², de los cuales 12.260 m² son talleres cubiertos y 9.641 m² son oficinas y almacenes. Tiene una dársena de armamento a flote con 2 muelles de 222 m y 239 m, y dos diques secos de 170 m x 25 m y 124 m x 17 m, además de dos gradas de armamento que alcanzan un total de 180 m x 47 m., y un taller de acero con línea de paneles automatizados.